# Waldemar Jungner
Ernst Waldemar Jungner (Vilske-Kleva, 19 giugno 1869 – Norrköping, 30 agosto 1924) è stato un inventore e ingegnere svedese.
Nel 1899 inventò la pila al nichel-ferro e la pila al nichel-cadmio.

## Vita
Waldemar Jungner nacque nel 1869 nella provincia di Västergötland, nella Svezia sud-occidentale. A 13 anni perse il padre, Jonas Jungner, che soffriva di cuore e di asma. Dopo essersi diplomato nel 1889 a Skara frequentò prima l'Università di Uppsala e quindi l'Istituto reale di tecnologia (Istituto Reale di Tecnologia) a Stoccolma. In seguito decise di fare l'inventore. 
La sua invenzione più famosa è la pila al nichel-cadmio, per la quale ottenne un brevetto nel 1899. Inventò anche una versione più economica, la pila al nichel-ferro e ottenne vari brevetti. Nel 1891 anche Thomas Edison brevettò una pila al nichel-ferro. Ne sortì una disputa brevettuale vinta alla fine da Edison.
Nel 1922 fu eletto membro della Reale Accademia delle Scienze Ingegneristiche (Kungliga Ingenjörsvetenskapsakademien). Nel 1924 la Società Chimica Svedese gli conferì la medaglia Oscar Carlson. Lo stesso anno morì di polmonite.